# Trepalle
Trepalle – miejscowość w północnych Włoszech, w regionie Lombardia, w Alpach. Liczy 720 mieszkańców i jest najwyżej położoną miejscowością w kraju.